# Rudolf Woinaroski
Rudolf Woinaroski (n. 1 ianuarie 1910, București – d. 10 iunie 1973) a fost un matematician român.
A fost profesor de mecanică teoretică, decan al Facultății de Mașini și Utilaje Petroliere din București în perioada 1952-1962 (din 1967 facultatea s-a mutat la Ploiești, fiind prima facultate care a inaugurat activitatea Institutului de Petrol și Gaze) [nefuncțională]
  Arhivat în 10 noiembrie 2007, la Wayback Machine..

## Distincții
- Medalia Muncii (14 septembrie 1953)[1]